# Molophilus (Molophilus) pauper
Molophilus (Molophilus) pauper is een tweevleugelige uit de familie steltmuggen (Limoniidae). De soort komt voor in het Palearctisch gebied.